# Мацегора Олександр Іванович
Олександр Іванович Мацегора (рос. Александр Иванович Мацегора; нар. 21 листопада 1955, Одеса) — російський дипломат, надзвичайний і повноважний посол Російської Федерації в Корейській Народно-Демократичній Республіці.

## Біографія

### Освіта
Закінчив факультет міжнародних економічних відносин Московського державного інституту міжнародних відносин МЗС СРСР (1978). Володіє корейською та англійською мовами. На дипломатичній роботі з 1999 року.

### Кар'єра
У 2005—2006 роках — начальник відділу в Першому департаменті Азії МЗС Росії.
У 2006—2011 роках — радник-посланник Посольства Росії в КНДР.
У 2011—2014 роках — заступник директора Першого департаменту Азії МЗС Росії.
З 26 грудня 2014 року — надзвичайний і повноважний посол Російської Федерації в Корейській Народно-Демократичній Республіці. Вірчі грамоти вручив 9 березня 2015 року.

## Дипломатичний ранг
- Надзвичайний і повноважний посланник 2 класу (28 квітня 2011).[1]
- Надзвичайний і повноважний посланник 1 класу (8 липня 2016).[2]
- Надзвичайний і повноважний посол (1 жовтня 2019).[3]

## Нагороди
- Орден Дружби (10 вересня 2018, Росія) — за великий внесок у реалізацію зовнішньополітичного курсу Російської Федерації та багаторічну бездоганну державну службу[4]
- Орден Дружби I ступеня (23 листопада 2015, КНДР)[5]